# Starokramators'kyj mašynobudivnyj zavod
La Vecchia fabbrica per la costruzione di macchine di Kramators'k (in ucraino Старокраматорський машинобудівний завод?, Starokramators'kyj mašynobudivnyj zavod, in sigla SKMZ) è uno stabilimento per la produzione di macchinari situato nella città di Kramators'k, in Ucraina. Fondata nel 1896 nel periodo dell'Impero russo su iniziativa degli industriali tedeschi V. Fitzner e K. Gamper con la sigla originaria KMT (Краматорське металургійне товариство, "Società metallurgica di Kramators'k"), produceva principalmente macchinari pesanti e attrezzature per l'industria del carbone delle miniere del Donbass.
Durante il primo piano quinquennale i dirigenti dell'Unione Sovietica decisero di potenziare in modo radicale la produzione di macchine pesanti, costruendo a Kramators'k una seconda fabbrica gigante, la NKMZ, utilizzando in parte il personale esperto della fabbrica esistente, che tuttavia rimase in attività cambiando nome da KGMMZ (Краматорського державного машинобудівного і металургійного завод, "Fabbrica metallurgica e di macchine di Kramators'k") a SKMZ.
Gravemente danneggiato durante la seconda guerra mondiale, lo stabilimento della SKMZ venne ricostruito e potenziato nel dopoguerra dal governo sovietico e riprese a produrre attrezzature per l'industria metallurgica, mineraria, del carbone e altre industrie di base. La fabbrica è rimasta in attività anche nell'Ucraina indipendente a partire dal 1991, contribuendo anche alla produzioni di armi e materiali per le forze armate ucraine.